# Casa fortificada de Benitzaina
La Casa fortificada de Benitzaina, també anomenada Alqueria de la partida de Benitzaina, és un edifici agropecuari, una alqueria, que se situa al terme municipal de Dénia (encara que els propietaris són de Gata de Gorgos) a la Marina Alta, que va ser construïda possiblement al segle xviii. La casa és a l'interior, a la partida de Benitzaina, a prop del riu Gorgos. A les proximitats, hi ha dos riuraus per a la producció de la pansa i una petita ermita de planta rectangular amb espadanya. L'ermita se situa en el límit dels termes de Xàbia i Dénia, pertanyent a la primera.
Consta de tres plantes amb façana principal orientada a llevant, disposant-hi d'una garita que la protegeix. Amb buits superposats, són més grans a la planta baixa i de mida més reduïda en la part superior. La resta de la façana és molt opaca, amb l'existència de buits molt reduïts i la garita citada. Destaca l'escut situat sobre la llinda d'accés. Al costat sud es va construir un altre habitatge més baix, en la qual la seua façana de llevant presenta pocs buits i on destaca l'arc de mig punt de l'entrada. La casa es va ampliar cap al nord, on es construïren dos nous habitatges, que per les seves característiques daten del segle xix. A la façana de ponent es disposen els patis, corrals i dependències com l'almàssera i el cup per a l'elaboració de raïm.